# Bernard Grzędzicki
Bernard Grzędzicki (ur. 15 lutego 1898 w Pierszczewie, zm. 18 sierpnia 1973 w Kartuzach) – polski i kaszubski działacz społeczny, nauczyciel, autor monografii dotyczącej historii ziemi chmieleńskiej.

## Życiorys
Urodził się w kaszubskiej rodzinie chłopskiej jako syn Juliusza Gransickiego i Marianny z domu Machola. Naukę rozpoczął w jednoklasowej szkole w Pierszczewie, kontynuując w Kwidzynie i w Kościerzynie (wówczas w niemieckim seminarium nauczycielskim). Edukację przerywa wybuch I wojny światowej i wcielenie do armii zaborczych Niemiec, następnie w październiku 1918 roku dostaje się do niewoli francuskiej. W styczniu 1920 roku wraca na Kaszuby, do wolnej Polski i kończy naukę w polskim seminarium nauczycielskim w Kościerzynie. Zostaje nauczycielem w rodzinnym Pierszczewie. W październiku 1922 roku zawiera związek małżeński z Anielą Lipkowską z Dębogórza, zaś w czerwcu 1927 roku zostaje kierownikiem szkoły w Chmielnie. W latach 1931–1938 bierze udział w badaniach etnograficznych na Kaszubach prowadzonych przez naukowców Uniwersytetu Lwowskiego. Działał w organizacjach Towarzystwa Powstańców i Wojaków, Polskiego Białego Krzyża, Ochotniczej Straży Pożarnej, Towarzystwa Pszczelarzy i Związku Nauczycielstwa Polskiego. Dokształcał (poza godzinami pracy) przedpoborowych i żołnierzy Obrony Narodowej. We wrześniu 1939 został rozstrzelany przez Niemców brat Grzędzickiego - Robert. Podczas okupacji niemieckiej pracował w gminnych strukturach administracyjnych w Chmielnie i w Sulęczynie. W roku 1942 zostaje członkiem ruchu oporu w ramach organizacji „Gryf Pomorski”. W 1943 roku w okupowanej Francji ginie najstarszy syn Grzędzickiego - Józef, rozstrzelany przez Niemców za udział w konspiracji. Po wojnie podejmuje kolejno pracę nauczycielską w szkołach w Sulęczynie i w Reskowie oraz obejmuje funkcję powiatowego instruktora metodycznego języka polskiego. Po przejściu na emeryturę w 1965 roku, pracuje nadal jako nauczyciel (w niepełnym wymiarze godzin) i zajmuje się popularyzacją Kaszub i kaszubskiej sztuki ludowej. Został odznaczony Srebrnym Wawrzynem Akademickim, Złotym Krzyżem Zasługi, Złotą Odznaką Związku Nauczycielstwa Polskiego, odznaką honorową „Zasłużonym Ziemi Gdańskiej” oraz Krzyżem Kawalerskim Orderu Odrodzenia Polski. Bernard Grzędzicki zmarł w 1973 roku w Kartuzach, gdzie został pochowany.

## Prace
- Chmielno. Wiadomości o środowisku wsi, Gdańsk: Zrzeszenie Kaszubsko-Pomorskie, 1980 (Monografia dotycząca okolic Chmielna)
- Chmielno i okoloce, Gdańsk: Zrzeszenie Kaszubsko-Pomorskie, 1969 (przewodnik)
- Ostatni Wangrzyn na Kaszubach, na łamach dwumiesięcznika „Pomerania” (R. XII: 1975 nr 2-4)
- Józef Pawlik Wspomnienia działaczy kaszubskich, Ludowa Spółdzielnia Wydawnicza, 1973 (zawiera wspomnienia Grzędzickiego z okresu międzywojennego i z okresu okupacji niemieckiej)